# يوشيكي ياماموتو
يوشيكي ياماموتو (باليابانية: 山本 祥輝) (16 نوفمبر 1994 في أوساكا في اليابان – )؛ هو لاعب كرة قدم ياباني سابق كان يلعب كمهاجم.

## وصلات خارجية
- يوشيكي ياماموتو على موقع رابطة كرة القدم اليابانية للمحترفين (اليابانية)
- يوشيكي ياماموتو على موقع قاعدة بيانات كرة القدم.إي يو (الإنجليزية)
- يوشيكي ياماموتو على موقع Soccerway.com (الإنجليزية)